# Università di Madras
L'Università di Madras (in tamil சென்னைப் பல்கலைக்கழகம்; in inglese University of Madras) è un'università statale indiana sita a Chennai, città precedentemente nota come Madras, nello Stato federato del Tamil Nadu. 
Fondata nel 1857, è una delle più antiche università dell'India.
Comprende sei campus situati a Chepauk, Marina, Guindy, Taramani, Maduravoyal e Chetpet. Ad oggi ci sono 68 dipartimenti accademici raggruppati in 18 scuole che coprono varie aree disciplinari tra cui scienze, scienze sociali, scienze umane, economia e medicina.
Il cancelliere dell'università è il governatore del Tamil Nadu.

## Organizzazione
Lista dei dipartimenti: 
- Adult and Continuing Education
- Agro Economic Research Centre
- Analytical Chemistry
- Anatomy
- Ancient History and Archaeology
- Anna Centre for Public Affairs
- Anthropology
- Applied Geology
- Arabic, Persian and Urdu
- Bio-informatics
- Biochemistry
- Biotechnology
- Botany
- Central Instrumentation and Service
- Centre for Cyber Forensics and Information Security
- Centre for Environmental Sciences
- Centre for Natural Hazards and Disaster Studies
- Centre for Ocean and Coastal Studies
- Centre for Population Studies
- Centre for Research Dravidian Movement
- Christian Studies
- Commerce
- Computer Science
- Counselling Psychology
- Criminology
- Crystallography and Biophysics
- Defence and Strategic Studies
- Dr. Ambedkar Centre for Economic Studies
- Econometrics
- Economics
- Education
- Endocrinology
- Energy
- English
- French
- Genetics
- Geography
- Geology
- Hindi
- Indian History
- Indian Music
- Inorganic Chemistry
- Islamic Studies
- Jainology
- Journalism and Communication
- Kannada
- Legal Studies
- Library & Information Science
- Malayalam
- Management Studies
- Material Science
- Mathematics
- Medical Biochemistry
- Microbiology
- National Centre for Nanosciences and Nanotechnology
- National Centre for Ultrafast Process
- Network Systems and Information Technology
- Nuclear Physics
- Organic Chemistry
- Pathology
- Pharmacology and Environmental Toxicology
- Philosophy
- Physical Chemistry
- Physical Education and Sports
- Physiology
- Politics and Public Administration
- Polymer Science
- Psychology
- Rajiv Gandhi Chair
- Saiva Siddhanta
- Sangapalagai for Tamil Development
- Sanskrit
- Social Work
- Sociology
- Statistics
- Tamil Language
- Tamil Literature
- Telugu
- Theoretical Physics
- Thirukkural Research Endowment
- UGC - Centre for South and Southeast Asian Studies
- Vaishnavism
- Women's Studies
- Zoology

Il campus di Chepauk ospita l'ufficio del vice-cancelliere, la biblioteca centrale, l'Auditorium del centenario, e la storica Casa del Senato (Senate House). I dipartimenti di lingue orientali e indiane sono nel campus di Marina; il campus di Guindy ospita i dipartimenti di scienze naturali mentre il campus di Taramani ospita la scuola di medicina di base. Le attività sportive e il giardino botanico si trovano nei campus di Chetpet e Maduravoyal rispettivamente.